# John Hoeven
John Henry Hoeven III (Bismarck, 13 marzo 1957) è un politico e banchiere statunitense, senatore per lo Stato del Dakota del Nord dal 2011 e governatore dello stesso stato dal 2000 al 2010.
Esponente del Partito Repubblicano, nel 2010 Hoeven è stato eletto al Senato degli Stati Uniti, succedendo al senatore Byron Dorgan, che ha scelto di non essere rieletto. Hoeven è diventato senatore anziano del North Dakota nel 2013 dopo che Kent Conrad si è ritirato ed è stato sostituito da Heidi Heitkamp, che una volta era l'avversaria di Hoeven per la carica di governatore.
Prima di essere eletto governatore, Hoeven è stato un banchiere che ha ricoperto numerosi ruoli esecutivi in varie banche, in particolare come presidente dell'unica banca statale della nazione, la Bank of North Dakota, dal 1993 al 2000. Fa parte del consiglio di amministrazione della First Western Bank & Trust e ha un patrimonio netto stimato di 45 milioni di dollari, il che lo rende uno dei senatori statunitensi più ricchi. È il decano della delegazione congressuale del North Dakota.

## Biografia
Hoeven nacque a Bismarck, North Dakota, figlio di Patricia "Trish" (nata Chapman) e John Henry "Jack" Hoeven, Jr. Suo padre possedeva una banca a Minot, nel North Dakota, dove lavorava come presidente. Gli antenati di Hoeven erano olandesi, svedesi e inglesi.
Hoeven studiò al Dartmouth College, frequentato a suo tempo anche da suo padre, e si è laureato con lode con un B.A. nel 1979. Mentre era lì, ha giocato nella squadra di golf maschile. Dopo Dartmouth, Hoeven ha frequentato la Kellogg School of Management della Northwestern University, ottenendo un MBA nel 1981.

## Carriera

### In banca
Dal 1986 al 1993, Hoeven è stato vicepresidente esecutivo della First Western Bank & Trust, un'istituzione acquistata da suo padre nel 1970. Un tempo, possedeva il 39% della società madre della banca, Westbrand, Inc. Dal 1993 al 2000, è stato presidente e amministratore delegato della Bank of North Dakota, sotto il governatore Ed Schafer. Secondo i sondaggi Hoeven era uno fra i governatori che godeva di maggior popolarità tra i propri elettori.

### In politica
Ha iniziato la propria carriera politica quale Governatore del Dakota del Nord, incarico che ha mantenuto dal 15 dicembre 2000 al 7 dicembre 2010, rendendosi uno dei governatori in carica per più tempo nella storia degli Stati Uniti.

## Governatore del North Dakota
Nel 2000 Hoeven si candidò a governatore del North Dakota come repubblicano e vinse, sconfiggendo la candidata democratica Heidi Heitkamp, 55% a 45%.
Nel 2004 Hoeven è stato rieletto contro il candidato democratico-NPL Joe Satrom con il 71% dei voti.
Il 13 novembre 2007, Hoeven ha annunciato la sua candidatura per un terzo mandato e ha dato il via alla sua campagna con tappe a Fargo, Grand Forks, Bismarck e Minot. È stato rieletto con il 74% dei voti contro il candidato democratico-NPL Tim Mathern. È stata la prima volta nella storia del North Dakota che un governatore abbia vinto tre mandati di quattro anni, anche se il record di servizio è ancora mantenuto da Bill Guy con 12 anni.
Il governatorato di Hoeven includeva l'espansione e la diversificazione dell'economia dello stato, che ha portato a un aumento del 49,5% del prodotto interno lordo reale. A partire dal 2000, ha diretto lo sviluppo di un programma energetico multi-risorsa per lo stato con incentivi in ogni settore energetico, rendendo il North Dakota uno dei più grandi stati produttori ed esportatori di energia del paese. Lo stato ha avuto quasi 40.000 nuovi posti di lavoro durante il suo mandato. I salari e i redditi personali sono cresciuti più rapidamente della media nazionale. Per alcuni anni, lo stato ha guidato la nazione nella crescita delle esportazioni. Alla fine del 2006, la riserva dello stato ha superato i 600 milioni di dollari per poi superare i 700 milioni di dollari.
Nel dicembre 2009, Hoeven era il governatore più popolare del paese. Il suo indice di gradimento si attestava all'87% con solo il 10% di disapprovazione. Nel gennaio 2007, Hoeven è diventato il governatore più anziano della nazione, avendo iniziato il 15 dicembre 2000, come stabilito dalla Costituzione del North Dakota.

## Senato degli Stati Uniti

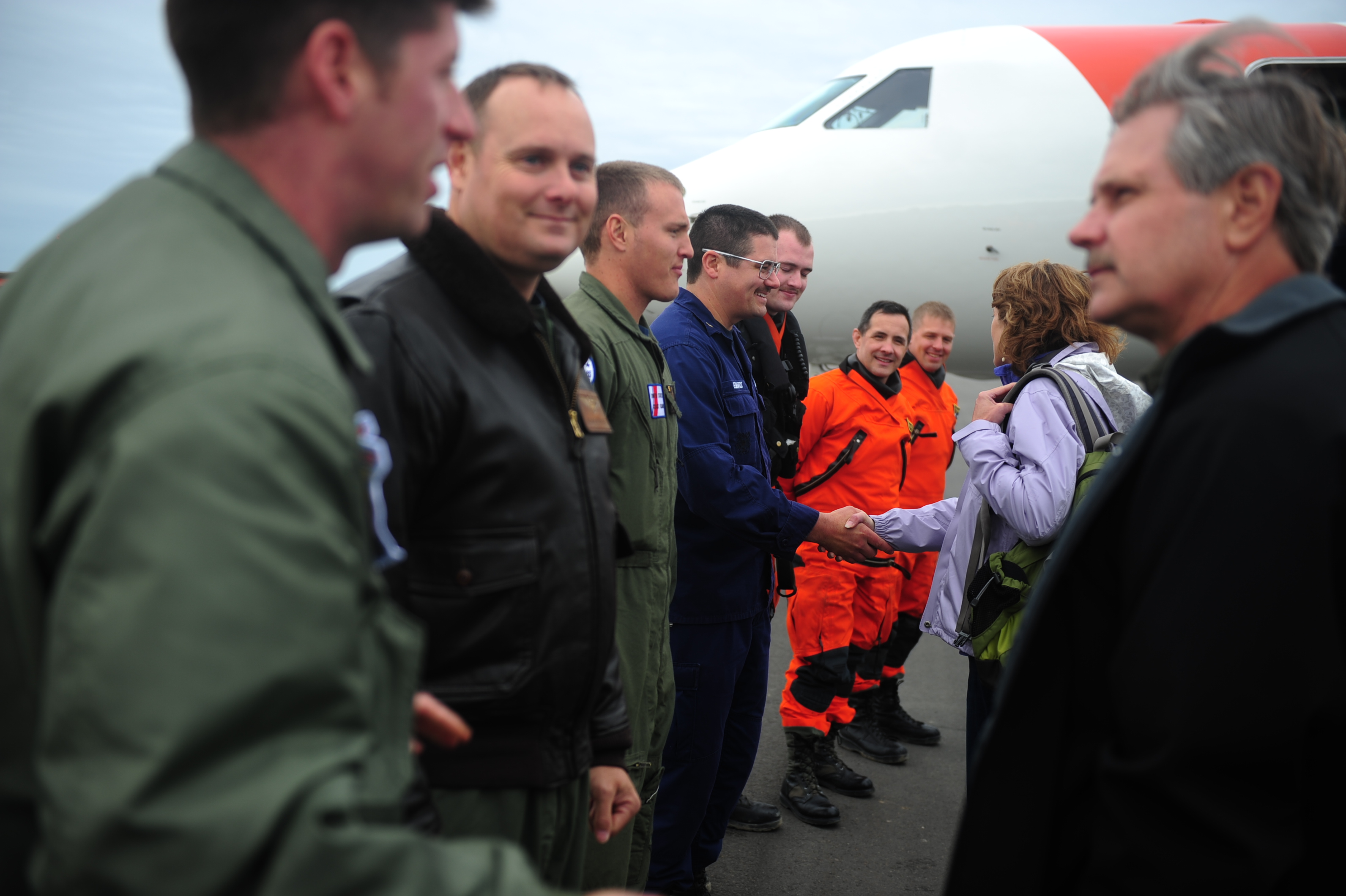
Hoeven con gli equipaggi della Guardia Costiera degli Stati Uniti in Alaska, 5 agosto 2012

L'11 gennaio 2010, Hoeven ha annunciato che si sarebbe candidato alle elezioni del Senato degli Stati Uniti per il North Dakota del 2010 per il seggio lasciato libero da Byron Dorgan. Hoeven ha sconfitto il candidato democratico-NPL Tracy Potter, 76% a 22%, diventando il primo repubblicano a rappresentare il North Dakota al Senato dal 1987.
Hoeven è stato rieletto nel 2016 e nel 2022. A partire dal 2018, è stato elencato come uno dei sette senatori statunitensi più ricchi.
Per il suo mandato come presidente della Commissione per gli Affari Indiani del Senato nel 116º Congresso, Hoeven ha ottenuto un voto F dall'indice di audizione di supervisione del Congresso del Lugar Center.